# Der Salzpfad
Der Salzpfad (Originaltitel The Salt Path) ist ein britischer Spielfilm aus dem Jahr 2024 mit Gillian Anderson und Jason Isaacs in den Hauptrollen, der unter der Regie von Marianne Elliott entstand. Das Drehbuch von Rebecca Lenkiewicz basiert auf dem 2018 veröffentlichten gleichnamigen Buch von Raynor Winn.

## Handlung
Das Ehepaar Winn hat sein Zuhause und sein Vermögen verloren. Bei Moth wurde außerdem eine Parkinson-Erkrankung diagnostiziert. Darauf machen sich die beiden mit einem Rucksack und einem kleinen Zelt auf den Weg entlang des South West Coast Path, eines mehr als 1000 Kilometer langen Wanderwegs an der Küste Südenglands. Die Wanderung soll ihnen Zeit verschaffen, einen Plan zu entwickeln, wie es weitergehen könnte.
Unterwegs sind sie unter anderem mit Vorurteilen und Ablehnung konfrontiert, außerdem plagen sie Geldsorgen. Trost und Inspiration finden sie in der Natur und in zufälligen Begegnungen. Auf der Wanderung entdecken sie die Liebe neu, entwickeln innere Stärke und legen den Grundstein für die Zukunft.

## Produktion und Hintergrund

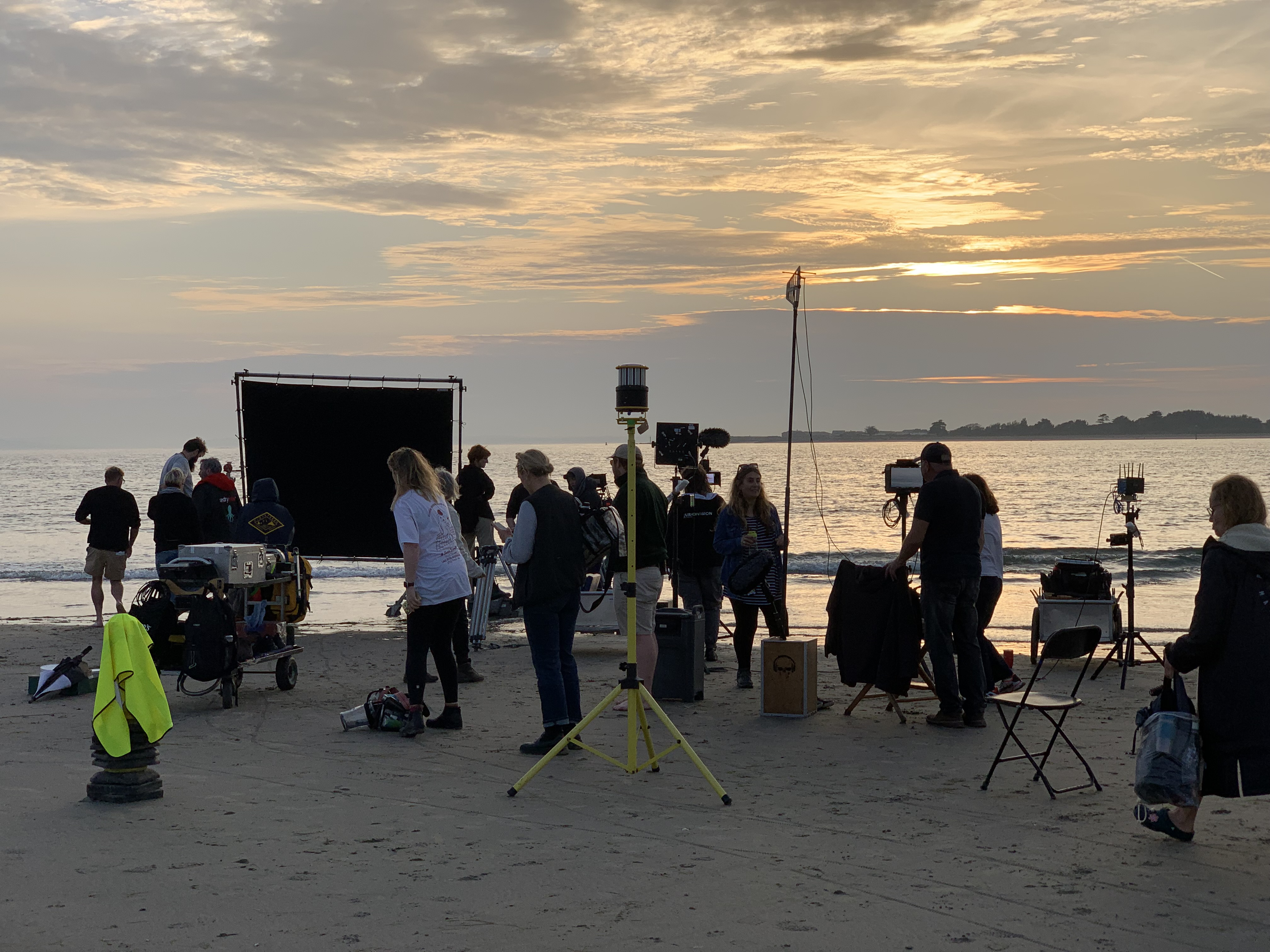
Dreharbeiten am Strand von West Wittering

Der Film wurde von Number 9 Films, Shadowplay Features, Elliott and Harper Productions, BBC Film, LipSync Productions und Rocket Science produziert, als Produzenten fungierten Elizabeth Karlsen, Stephen Woolley, Lloyd Levin und Beatriz Levin, ausführende Produzenten waren Kristin Irving, Nick Sidi, Chris Harper, Norman Merry, Peter Hampden, Thorsten Schumacher und Jonathan Lynch-Staunton. Den Vertrieb übernahm in Deutschland DCM Film Distribution und in Österreich der Panda Lichtspiele Filmverleih.
Dreharbeiten fanden ab Juni 2023 im Vereinigten Königreich statt. Drehorte waren unter anderem in Chepstow in Monmouthshire und Aust, Gloucestershire, Minehead und Porlock Weir in Somerset, Lynton, am Heddon's Mouth, in Ilfracombe, Clovelly und am Hartland Quay in Devon. In Cornwall wurde in Padstow, am Fistral Beach, in Port Quin, am Holywell Bay und auf der Landspitze Rame Head gedreht.
Die Kamera führte Hélène Louvart, die Musik schrieb Chris Roe, die Montage verantworteten Gareth C. Scales und Lucia Zucchetti und das Casting Dixie Chassay. Das Szenenbild gestaltete Christina Moore, das Kostümbild Matthew Price und den Ton Martin Trevis. Theaterregisseurin Marianne Elliott gab mit dieser Produktion ihr Spielfilmdebüt.

## Kontroverse
Rund um den Kinostart 2025 berichtete die britische Zeitung The Observer, dass zentrale Angaben in dem Buch nicht der Wahrheit entsprechen sollen. Der Observer bestätigte allerdings, dass Raynor Winn und ihr Mann tatsächlich gewandert sind, umstritten seien die Gründe, warum die beiden die Reise angetreten haben. Nach der Kontroverse um die Romanvorlage Der Salzpfad wurde die Veröffentlichung des neuen Buches von Raynor Winn verschoben.

## Veröffentlichung
Premiere war im September 2024 am Toronto International Film Festival (TIFF) in der Sektion Special Presentations.
Im Vereinigten Königreich kam der Film am 30. Mai 2025 in die Kinos. Die Deutschland-Premiere erfolgte am 1. Juli 2025 beim Filmfest München in der Reihe Spotlight, wo Hauptdarstellerin Gillian Anderson den CineMerit Award erhielt.
In Deutschland und Österreich kam der Film am 17. Juli 2025 in die Kinos. Die Veröffentlichung auf Blu-ray Disc ist für den 31. Oktober 2025 vorgesehen.

## Musik
Soundtrack von Chris Roe
1. Lightly Salted Blackberries
2. The Path Ahead
3. We’ll Just Walk
4. Culbone Woods
5. Breathe
6. Glory Before Death
7. Graveyard
8. Cliff Edge
9. Withdrawals
10. Hello Ray
11. You’re Doing It!
12. Roof Over Our Heads
13. Who Wants to Hear a Story?
14. Swim
15. Love
16. Peregrine (End Credits)
17. Salted

## Rezeption

### Kritiken
Am 25. Juni 2025 waren 26 von 31 bei Rotten Tomatoes aufgeführte Kritiken positiv. Bei Metacritic erhielt der Film am 25. Juni 2025 einen Metascore von 49 von 100 möglichen Punkten, der auf fünf Rezensionen basierte.
Jörg Brandes vergab auf filmstarts.de 3,5 von 5 Sternen und bezeichnete den Film als nichts verklärendes Wanderdrama, das die Beschwerlichkeit des Weges, die Nöte sowie die starke emotionale Bindung der Protagonisten mehr als nur ahnen lasse. Die eine oder andere Wandersequenz hätte kürzer ausfallen können, dann wäre für die Nebenfiguren etwas mehr Raum gewesen.
Oliver Armknecht bewertete die Produktion auf film-rezensionen.de mit fünf von zehn Punkten. Neben tollen Naturaufnahmen gebe es eine starke Besetzung, die gerade in den emotionalen Momenten ihr Talent zeige. Das Drama sei aber oberflächlich und trotz der existenziellen Themen irgendwie nichtssagend.
Michael Güthlein (vier von fünf Sterne) meinte auf epd-film.de, dass die Kamera in ruhigem Erzähltempo die raue Natur an der Küste einfange, nahezu frei von Rosamunde-Pilcher-Kitsch. Im Kern sei der Film eine leise, aber umso eindringlichere Liebesgeschichte, verzichte auf große Tragik oder dramatische Höhepunkte und vertraue auf die Wirkung seiner Geschichte. Dem Zuschauer würden beide Wanderer schnell ans Herz wachsen.
Chris Schelb (vier von sechs Sterne) meinte auf outnow.ch, dass der Film im Vergleich zu Die unwahrscheinliche Pilgerreise des Harold Fry ein gutes Stück nüchterner an die Sache herangehe. Zwischendurch sei das alles schon recht deprimierend, aber der Film hebe das Gemüt immer wieder mit kleinen Momenten der Schönheit, vor allem was die Bilder betreffe.

### Kinobesucher
Am Startwochenende verzeichnete der Film in Deutschland 37.800 Kinobesucher und belegte damit Platz acht der deutschen Kinocharts sowie Platz eins der von Comscore und der AG Kino ermittelten Arthouse-Kinocharts.